# Баба Неделя (нос)
Баба Неделя (на английски: Nedelya Point) е остър и нисък, свободен от лед морски нос на северния бряг на остров Ливингстън, вдаващ се 380 m в залива Баркли. Разположен 1.8 km югозападно от нос Биляр, 2.86 km източно от нос Леър и 1.58 km североизточно от нос Спарадок. Отделя Грабителските плажове (Робъри Бийчис) на полуостров Байърс на запад от Иванов бряг на североизток. Свързан чрез верига от морски скали със скали Кътлър Стак разположена 310 m на север-северозапад. Районът е посещаван от ловци на тюлени през XIX век.
Наименуван е на българската просветителка Неделя Петкова (баба Неделя) (1826 – 1894). Името е официално дадено на 15 декември 2006 г.
Британско картографиране от 1968 г., чилийско от 1971 г., аржентинско от 1980 г., испанско от 1992 г., българско от 2005, 2009 и 2012 г.

## Карти
- L.L. Ivanov et al, Antarctica: Livingston Island, South Shetland Islands (from English Strait to Morton Strait, with illustrations and ice-cover distribution), 1:100000 scale topographic map, Antarctic Place-names Commission of Bulgaria, Sofia, 2005
- Л. Иванов. Антарктика: Остров Ливингстън и острови Гринуич, Робърт, Сноу и Смит. Топографска карта в мащаб 1:120000. Троян: Фондация Манфред Вьорнер, 2009. ISBN 978-954-92032-4-0
- Л. Иванов. Карта на остров Ливингстън. В: Иванов, Л. и Н. Иванова. Антарктика: Природа, история, усвояване, географски имена и българско участие. София: Фондация Манфред Вьорнер, 2014. с. 18 – 19. ISBN 978-619-90008-1-6